# دارکوب زیتونی
دارکوب زیتونی (نام علمی: Mesopicos griseocephalus) گونه‌ای دارکوب آفریقایی است به طول ۱۸ تا ۲۰ سانتی‌متر که سری خاکستری، بدنی به رنگ سبز زیتونی و زیر دمی قرمز دارد. همچنین پرندهٔ نر تاجی نیز قرمز رنگ دارد.
این دارکوب در آفریقای جنوبی، آنگولا، اوگاندا، بروندی، تانزانیا، رواندا، زامبیا، زیمبابوه، جمهوری دموکراتیک کنگو، سوازیلند، مالاوی، موزامبیک و نامیبیا یافت می‌شود.